# 溫溶
溫溶（？—？），江西人，清朝官員。

## 生平
溫溶於1811年護理台灣府淡水撫民同知，之後再於1815年（嘉慶20年）接替高大鏞，於台灣擔任台灣府台灣縣知縣。管轄約今台灣南部之嘉義縣、嘉義市、台南縣、市全境及高雄縣部份區域。該區域面積約為4500平方公里，也是清治時期台灣島之漢人集中地所在。